# Helen Vanderburg
Helen Vanderburg (* 12. Januar 1959 in Calgary) ist eine ehemalige kanadische Synchronschwimmerin. Sie gewann jeweils zwei Goldmedaillen bei Weltmeisterschaften und bei Panamerikanischen Spielen.

## Karriere
Helen Vanderburg begann 1969 mit dem Synchronschwimmen. Von 1971 bis 1973 gehörte sie dem kanadischen Juniorenteam an. Sie wurde bei den Calgary Aquabelles von Debbie Muir trainiert. Vanderburg galt als die erste athletisch durchtrainierte Synchronschwimmerin. Insgesamt sechs Jahre trainierte sie täglich fünf Stunden im Wasser, hinzu kam Training im Kraftraum und im Tanzstudio.
Bei den Panamerikanischen Spielen 1975 in Mexiko-Stadt gewann Vanderburg mit dem Team der Aquabelles die Silbermedaille im Teamwettbewerb hinter der Mannschaft aus den Vereinigten Staaten. 1977 gewann sie ihren ersten kanadischen Meistertitel im Einzel und zusammen mit Michelle Calkins als Duo. Diesen Erfolg konnten die beiden 1978 wiederholen. Bei den Weltmeisterschaften 1978 in West-Berlin gewann Vanderburg als erste Schwimmerin, die nicht aus den Vereinigten Staaten kam, den Titel im Einzel und zusammen mit Calkins den Titel im Doppel.
Nach dem Rücktritt von Michelle Calkins trat Vanderburg 1979 zusammen mit Kelly Kryczka an. Bei den Panamerikanischen Spielen 1979 in San Juan gewann Vanderburg den Einzeltitel und zusammen mit Kryczka den Doppelwettbewerb. In der Mannschaftswertung siegte das Team aus den Vereinigten Staaten vor den Kanadierinnen. Vanderburg gewann 1979 außerdem beim Weltcup in Tokio im Einzel und im Doppel sowie den Einzelwettbewerb bei den Panpazifischen Spielen. Danach beendete Vanderburg ihre aktive Laufbahn und konzentrierte sich auf ihren Studienabschluss als Sportlehrerin an der University of Calgary. Später war Helen Vanderburg Trainerin der Aquabelles und 1996 Trainerin des Olympiateams.
Seit 1982 ist Helen Vanderburg Mitglied der Canadian Olympic Hall of Fame und seit 1983 der Hall of Fame des kanadischen Sports. Seit 1985 ist sie in der International Swimming Hall of Fame (ISHOF).